# Synsphyronus gigas
Synsphyronus gigas är en spindeldjursart som beskrevs av Beier 1971. Synsphyronus gigas ingår i släktet Synsphyronus och familjen gammelekklokrypare. Inga underarter finns listade i Catalogue of Life.